# Синпетру (Хунедоара)
Синпетру (рум. Sânpetru) — село у повіті Хунедоара в Румунії. Входить до складу комуни Синтемерія-Орля.
Село розташоване на відстані 279 км на північний захід від Бухареста, 36 км на південь від Деви, 146 км на південь від Клуж-Напоки, 132 км на схід від Тімішоари.

## Населення
За даними перепису населення 2002 року у селі проживали 260 осіб, усі — румуни. Усі жителі села рідною мовою назвали румунську.